# Bergshamra koloniområde

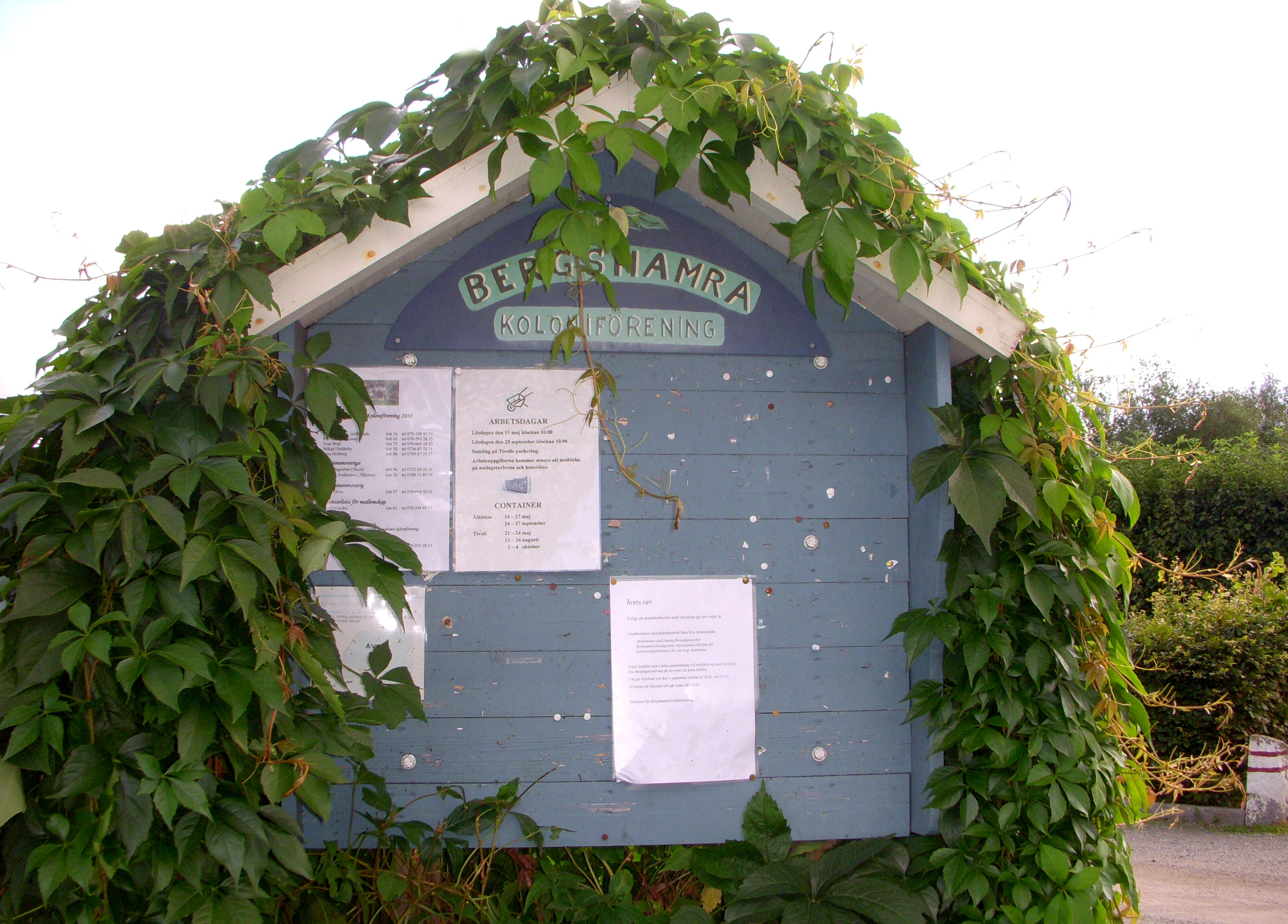
Berghamra koloniförening, augusti 2010

Berghamra koloniområde är ett koloniområde i södra Bergshamra i Solna kommun. Den första koloniverksamheten kom igång 1919. Initiativtagare till området var Anna Åbergsson. Koloniföreningens lotter är idag uppdelade på två områden med 23 respektive 48 lotter och lika många stugor. Området är en del av Kungliga nationalstadsparken.

## Historik

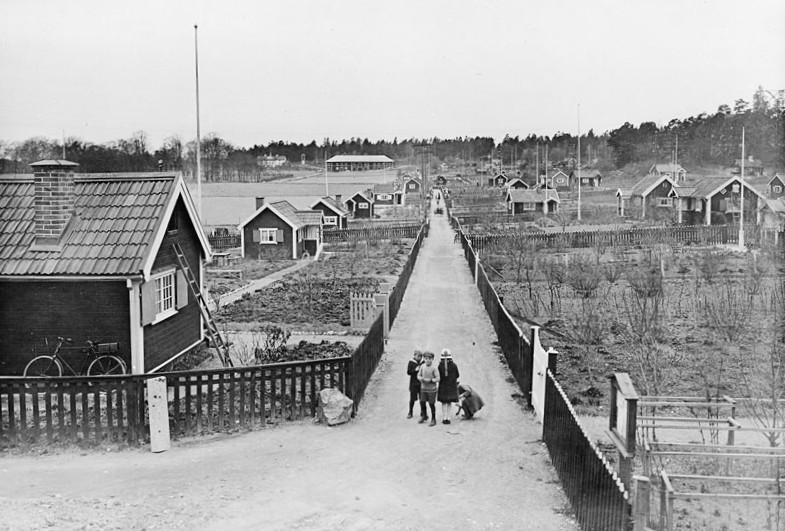
Bergshamra koloniområde 1922.

Odlingsverksamheten på Bergshamra kom igång under första världskrigets knapphetstid. Som på många andra ställen i Stockholm och omgivning startades ett stort antal koloniområden med syfte att försörja kolonisterna med huvudsakligen rotfrukt.
För att underlätta tillgången till lämplig odlingsjord bildades Odlingssällskapet Stockholms Omnejd år 1918.  Initiativtagare var banktjänstemannen Anna Åbergsson som själv bodde i Bergshamra och som 1919 fick ett arrendekontrakt på kronoegendomen Bergshamra Nr 1 om 33 hektar för en tid på fem år.
Jordområdet styckades upp i lotter på 300 till 400 m² som arkitekt Einar Rudskog ritade om och anpassde samt även tog fram fyra typritningar för lottens lusthus (kolonistugorna kallades så). Dessa gestaltade han på romantiskt sätt att likna faluröda torp med vita knutar och snickerier. Redan 1921 byggdes den hundrade stugan.  Anna Åbergsson mätte själv med tumstock att stugans yta inte överskred 22 m² och att staket och planteringar följde uppsatta regler. Hon ansåg att området skulle ha en enhetlig karaktär.
År 1932 bildades Koloniföreningen Bergshamra och 1934 fick området tillgång på vatten genom en 490 m lång ledning från Frökontrollanstaltens rörnät. År 1942 fick kolonin elektricitet.

## Rivningar och flytt
Under 1950-, 1960 och 1980-talen försvann många lotter för bland annat för breddning av Bergshamravägen och utbyggnaden av södra Bergshamra. Vid Ålkistan längs Roslagsbanan fick ett tjugotal kolonilotter vara kvar. Resten erbjöds 1983 att flytta till ett nytt område vid Tivoli, där ett femtiotal nya lotter anlades.

## Bilder
Några av Bergshamra koloniföreningens lotter och stugor i augusti 2010.

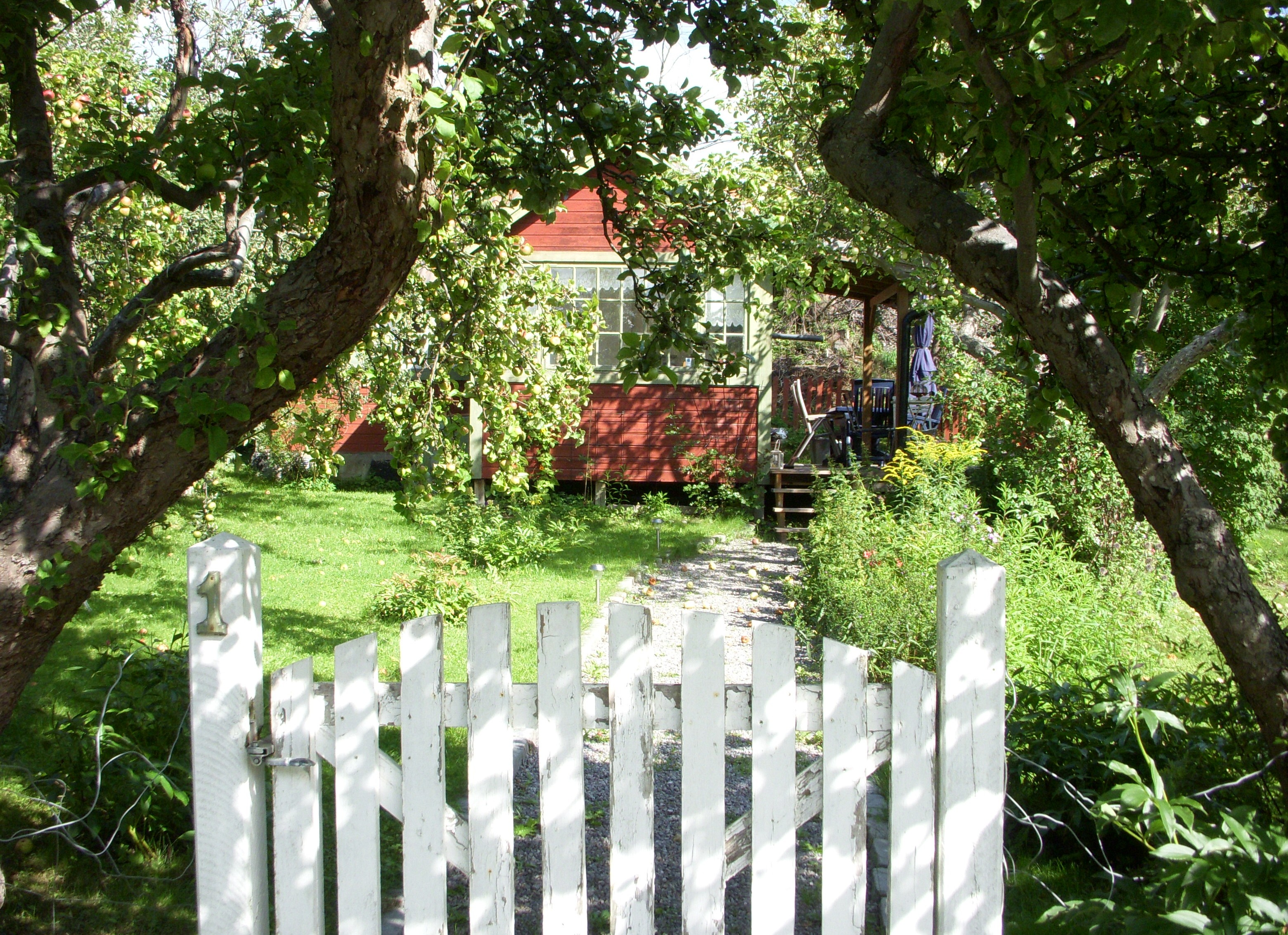
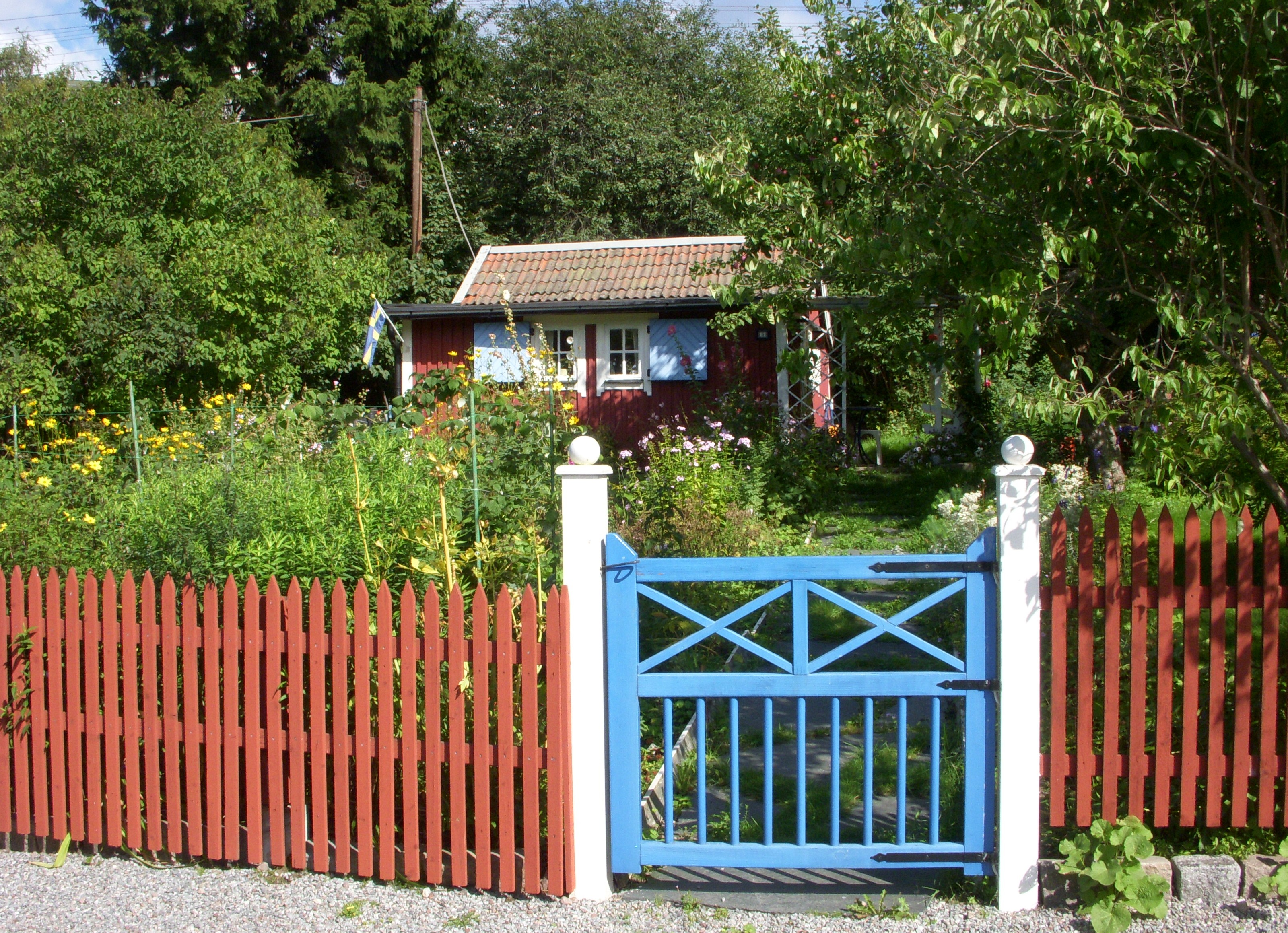
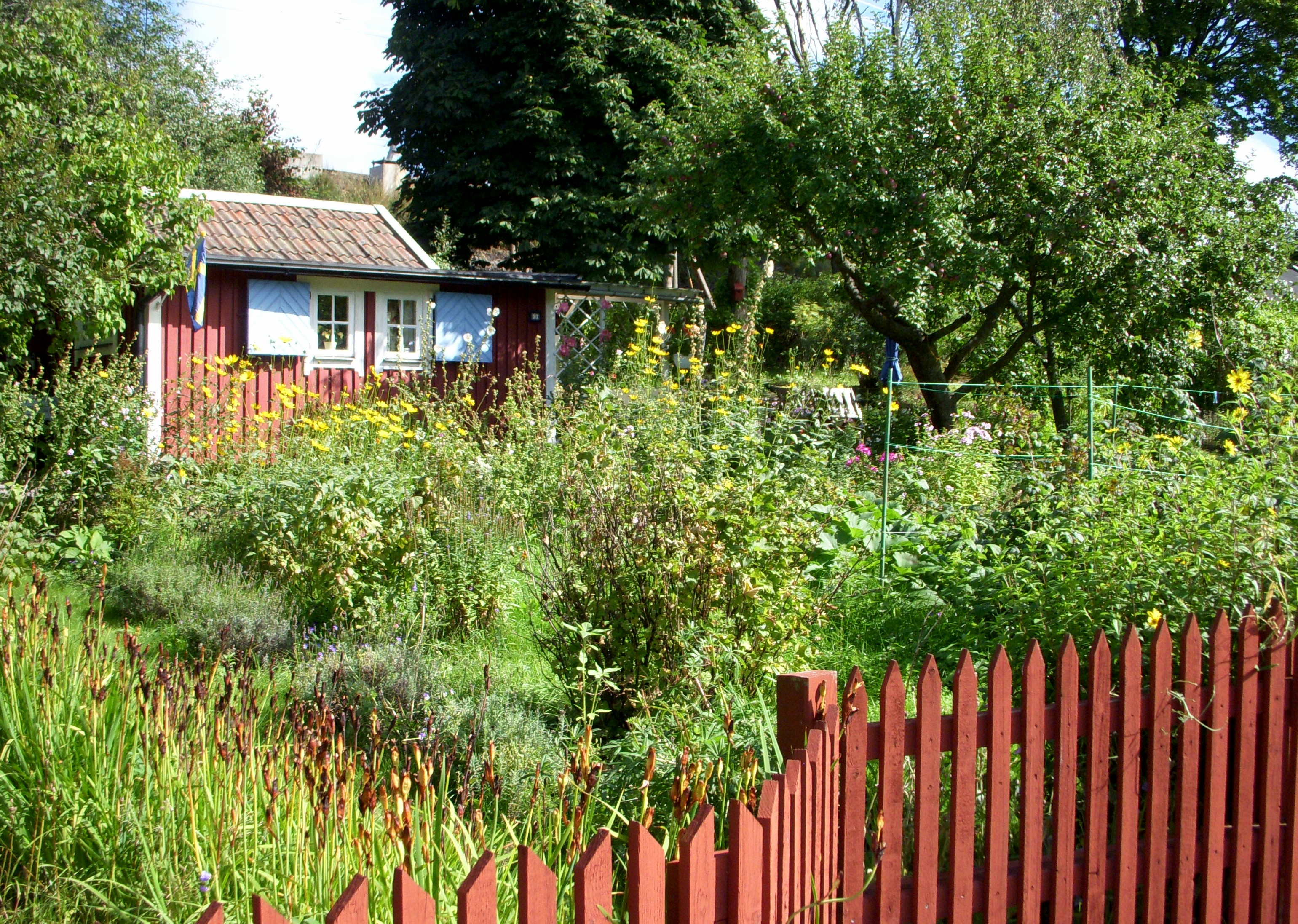
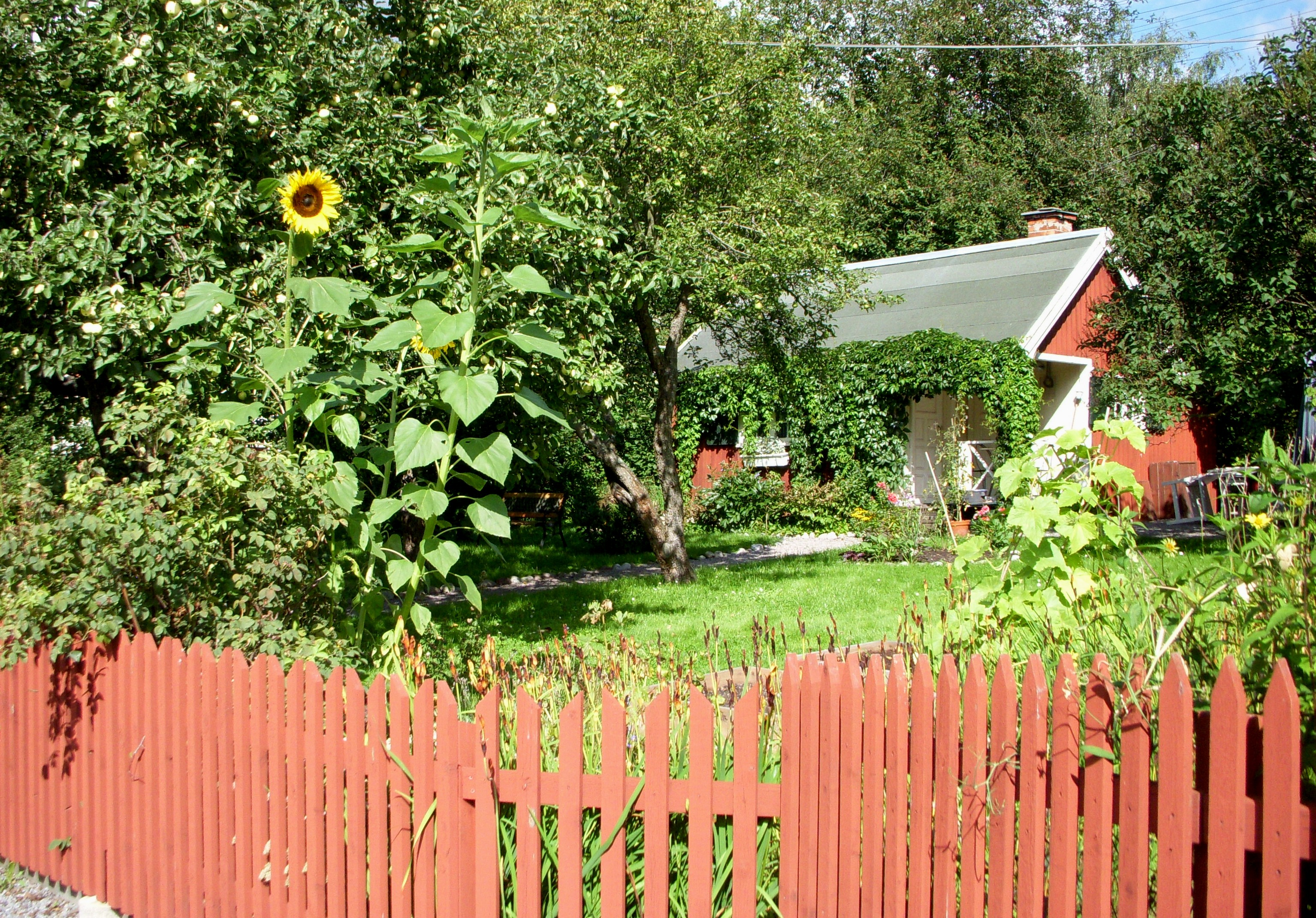